# Sven Waasner

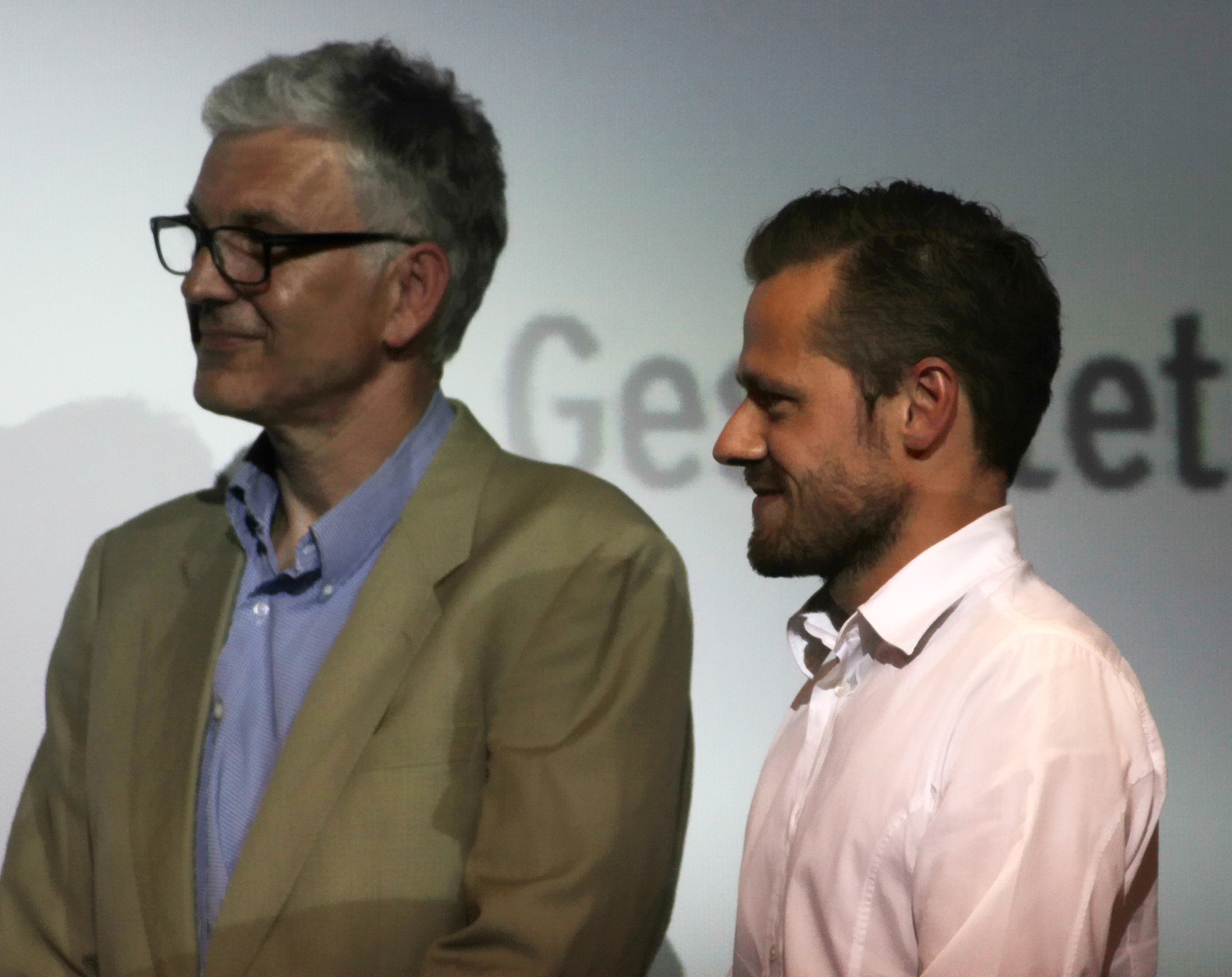
Sven Waasner (rechts)

Sven Waasner (* 28. Dezember 1979 in Forchheim) ist ein deutscher Schauspieler.

## Leben
Sven Waasner absolvierte das Abitur am Ehrenbürg-Gymnasium Forchheim und leistete den Zivildienst ab. Anschließend zog er nach New York und nahm dort zwei Jahre Schauspielunterricht am Lee Strasberg Theater Institute.
Vom 7. März 2003 (Folge 2043) bis zum 21. März 2006 (Folge 2927) spielte Waasner in der Seifenoper Unter uns bei RTL die Rolle des René Sturm, welcher bei einem Flugzeugabsturz den Serientod starb. Im Jahr 2006 spielte er in der ARD-Telenovela Das Geheimnis meines Vaters die männliche Hauptrolle, den Kriminalkommissar Kai Feldmann. 2008 spielte er im ProSieben Funnymovie Dörte’s Dancing die männliche Hauptrolle Jens und in der fünften und sechsten Staffel der Kinderserie Die Pfefferkörner einen Oberkommissar. In der Serie Eine für alle – Frauen können’s besser war er im Jahr 2009 als Johannes „Johnny“ Bellmer zu sehen. Waasner war am 13. Januar 2010 in der RTL-Dailysoap Alles was zählt als Radiosprecher zu sehen. Von April bis Oktober 2011 spielte er die Rolle des Dr. Markus Lindner in der ZDF-Serie Herzflimmern – Die Klinik am See. Seit November 2020 (Folge 3493) ist er als Erik Vogt in der ARD-Telenovela Sturm der Liebe zu sehen.

### Privates
Waasner war mit der früheren Unter-Uns-Darstellerin Finja Martens verheiratet, mit der er zwei Söhne hat. Im Juni 2022 wurde bekannt, dass sich das Paar getrennt hat und Waasner mit seiner Sturm der Liebe-Schauspielkollegin Viola Wedekind liiert ist.
Waasner lebt in München.

## Filmografie (Auswahl)
- 2000: Nighttrain (Kurzfilm)
- 2003–2010: Großstadtrevier (Fernsehserie, 2 Folgen, verschiedene Rollen)
- 2003–2006: Unter uns (Fernsehserie, 884 Folgen)
- 2005: Bernds Hexe (Fernsehserie, 1 Folge)
- 2006: Das Geheimnis meines Vaters (Fernsehserie, 49 Folgen)
- 2007: Die Rettungsflieger (Fernsehserie, 1 Folge)
- 2007: Wortbrot
- 2008: Funny Movie (Folge: Dörte's Dancing)
- 2008: In aller Freundschaft (Fernsehserie, 1 Folge)
- 2008–2010: Die Pfefferkörner (Fernsehserie, 26 Folgen)
- 2009: Hallo Robbie! (Fernsehserie, 1 Folge)
- 2009: SOKO Köln (Fernsehserie, 1 Folge)
- 2009: Eine Liebe in St. Petersburg
- 2009: Eine für alle – Frauen können’s besser (Fernsehserie, 93 Folgen)
- 2009: Der Morgen danach (Kurzfilm)
- 2011–2019: SOKO München (Fernsehserie, 3 Folgen, verschiedene Rollen)
- 2011: Herzflimmern – Die Klinik am See (Fernsehserie, 126 Folgen)
- 2012: Bamberger Reiter. Ein Frankenkrimi
- 2012–2020: Die Rosenheim-Cops (Fernsehserie, 3 Folgen, verschiedene Rollen)
- 2013: SOKO Stuttgart (Fernsehserie, 1 Folge)
- 2014: Verbotene Liebe (Fernsehserie, 4 Folgen)
- 2015: Rosamunde Pilcher (Folge: Wahlversprechen und andere Lügen)
- 2017: Alarm für Cobra 11 – Die Autobahnpolizei (Fernsehserie, 1 Folge)
- 2017: Renegades
- 2018: Inga Lindström (Folge: Entscheidung für die Liebe)
- 2018: In aller Freundschaft – Die jungen Ärzte (Fernsehserie, 1 Folge)
- 2018: Ein Fall für zwei (Fernsehserie, 1 Folge)
- 2019: Beck is back! (Fernsehserie, 1 Folge)
- 2020: Um Himmels Willen (Fernsehserie, 1 Folge)
- seit 2020: Sturm der Liebe (Fernsehserie)
- 2024: Aktenzeichen XY … ungelöst (TV-Reihe, 1 Folge)